# Sheraton International
Sheraton International, LLC, più semplicemente nota come Sheraton, è una catena alberghiera statunitense con sede a White Plains, nello Stato di New York, di proprietà di Starwood Hotels & Resorts Worldwide, società che a sua volta appartiene a Marriott International.

## Storia
La Sheraton venne fondata nel 1937 a Springfield, nel Massachusetts, da Ernest Hendersone e Robert Moore. Dopo una rapida crescita negli Stati Uniti, nel 1945 Sheraton fu la prima catena alberghiera ad essere quotata presso la Borsa di New York. L'espansione internazionale iniziò nel 1949, quando la società acquisì due catene alberghiere canadesi. Il primo hotel al di fuori di Canada e Stati Uniti venne aperto solo nel 1961 a Tel Aviv, in Israele, a cui seguì l'apertura di una struttura a Caracas, in Venezuela nel 1963. Nel 1965 venne inaugurato a Boston il 100° hotel e 3 anni dopo Sheraton venne venduta alla ITT Corporation, diventando così ITT Sheraton.
Nel 1985 la ITT Sheraton fu la prima compagnia occidentale ad aprire un albergo in Cina. Nel 1994 ITT Sheraton acquisisce la Compagnia Italiana Grandi Alberghi, creando in contemporanea il nuovo marchio The Luxury Collection, sotto il quale passarono diversi alberghi della defunta catena alberghiera italiana. In contemporanea, venne anche creato il marchio Four Points by Sheraton, dedicato agli hotel del gruppo che disponevano di meno servizi. ITT Sheraton venne acquistata nel 1998 dalla Starwood Hotels & Resorts Worldwide, riportando così il nome a Sheraton. Dal 2016, Starwood è di proprietà di Marriott International. Nel 2017 esistono circa 400 hotel della catena in tutto il mondo che impiegano 145 000 persone.

## Galleria d'immagini

Sheraton Hotels and Resorts
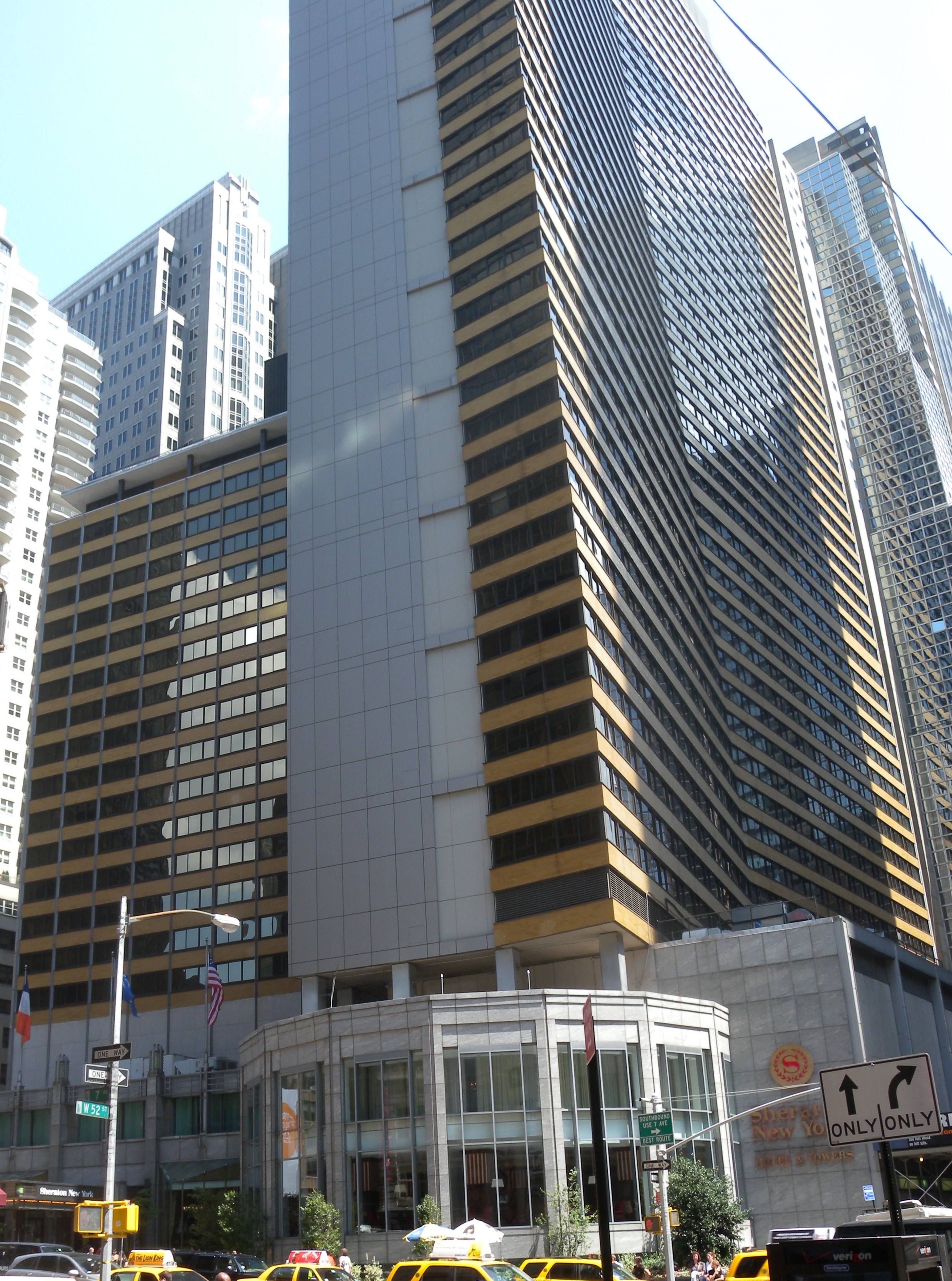
Sheraton New York Times Square Hotel, Stati Uniti
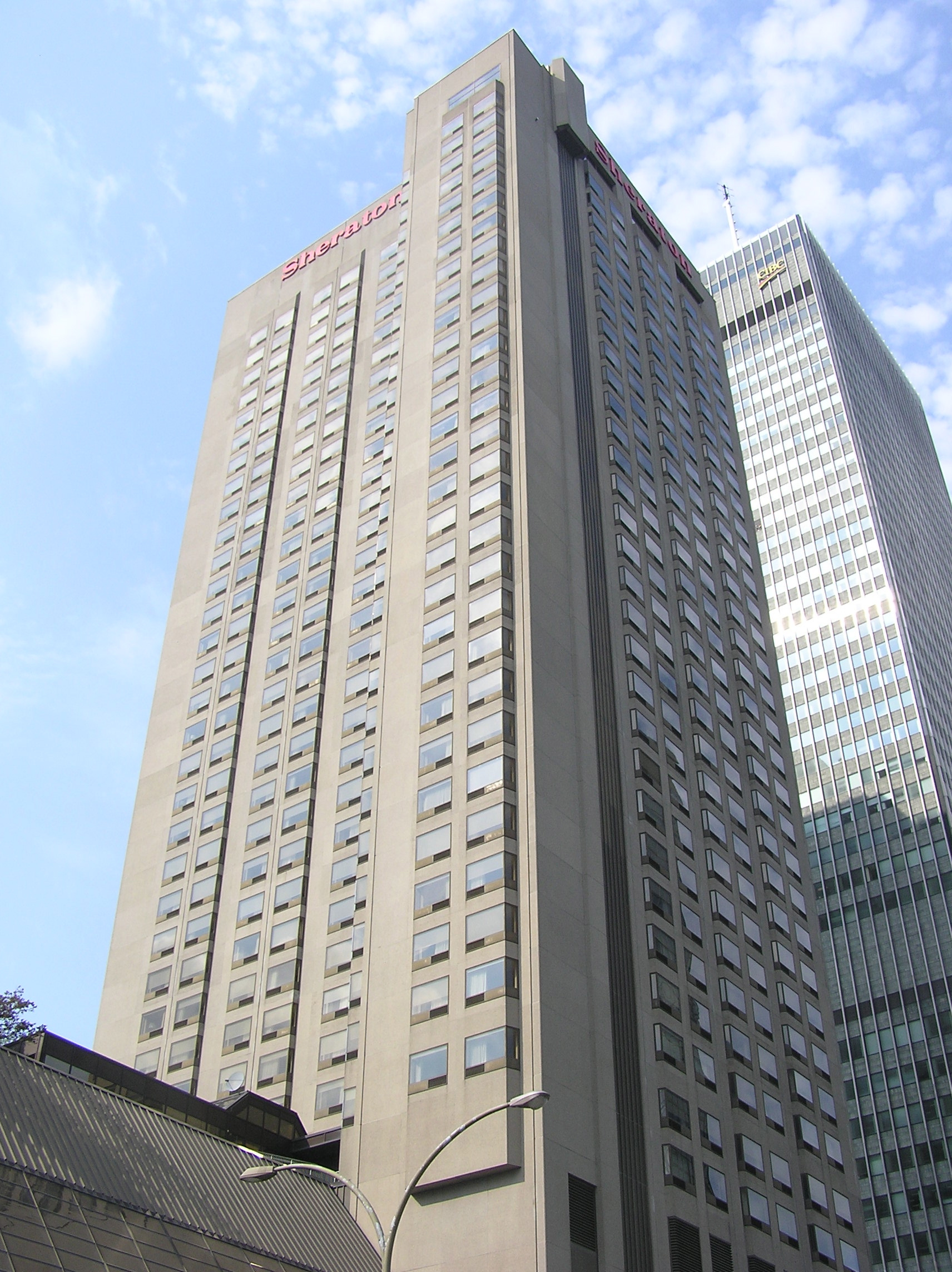
Le Centre Sheraton Hotel, Montréal, Canada
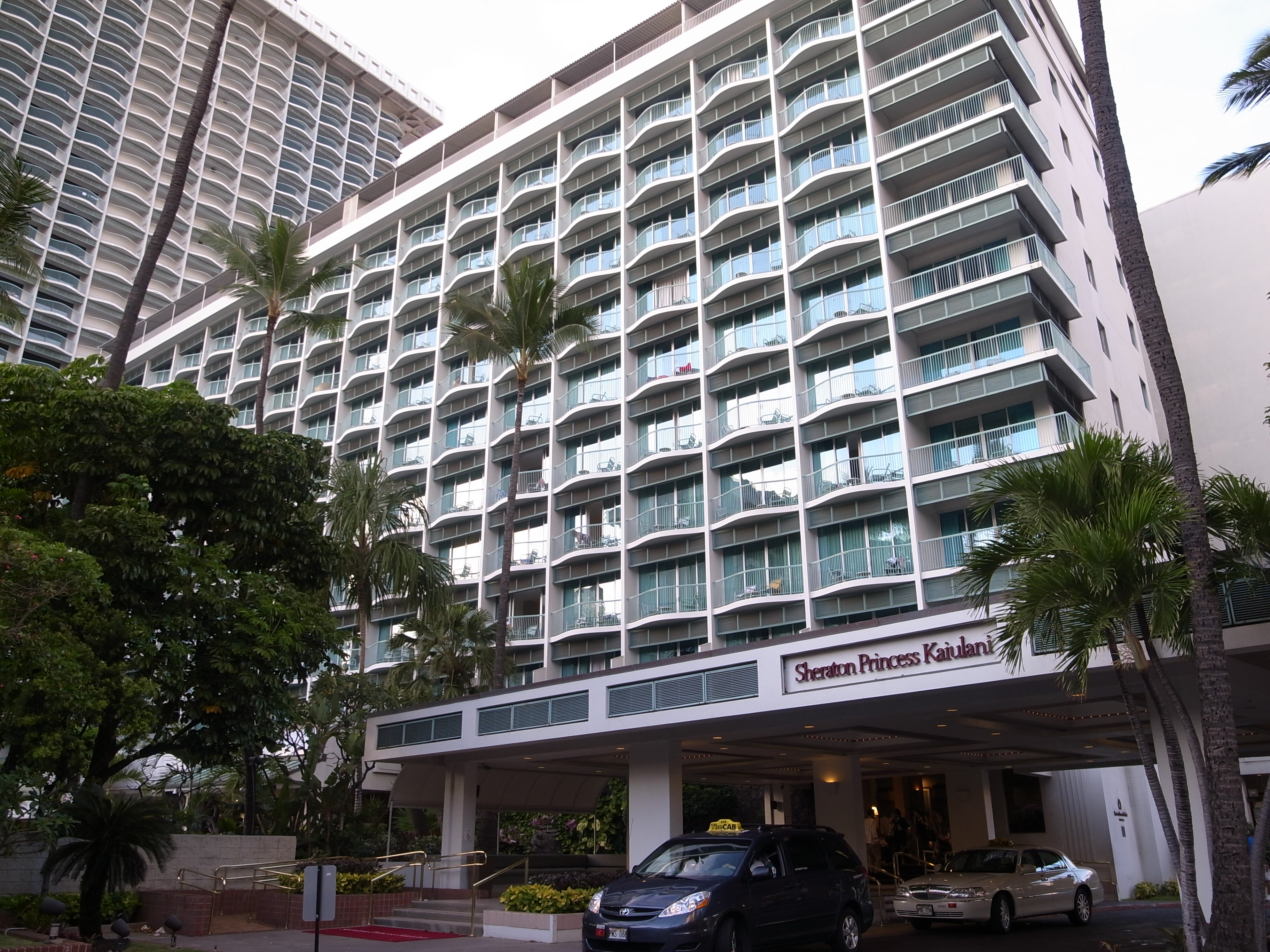
Sheraton Princess Kaiulani Hotel, Hawaii
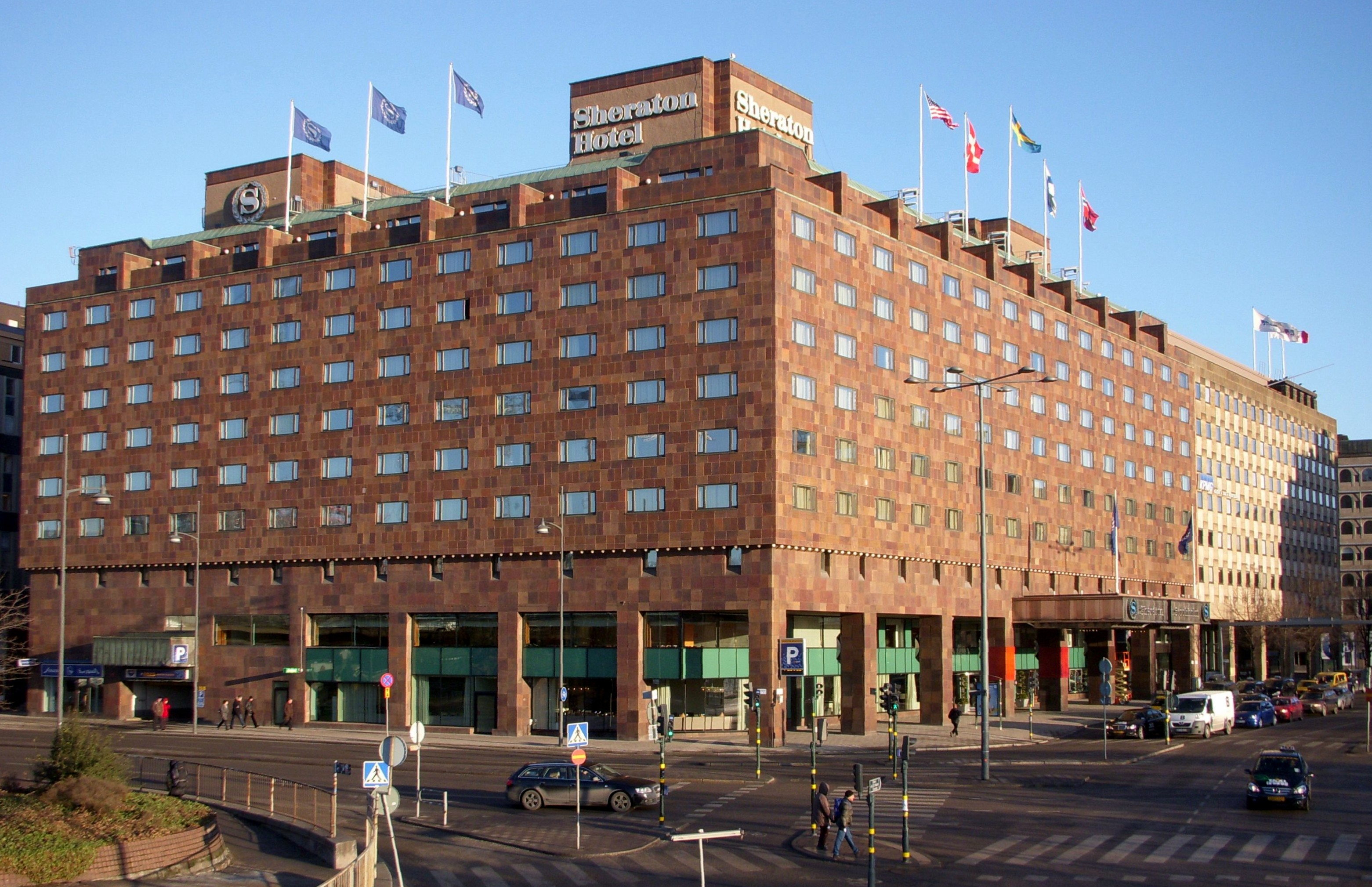
Sheraton Stockholm Hotel & Towers, Svezia
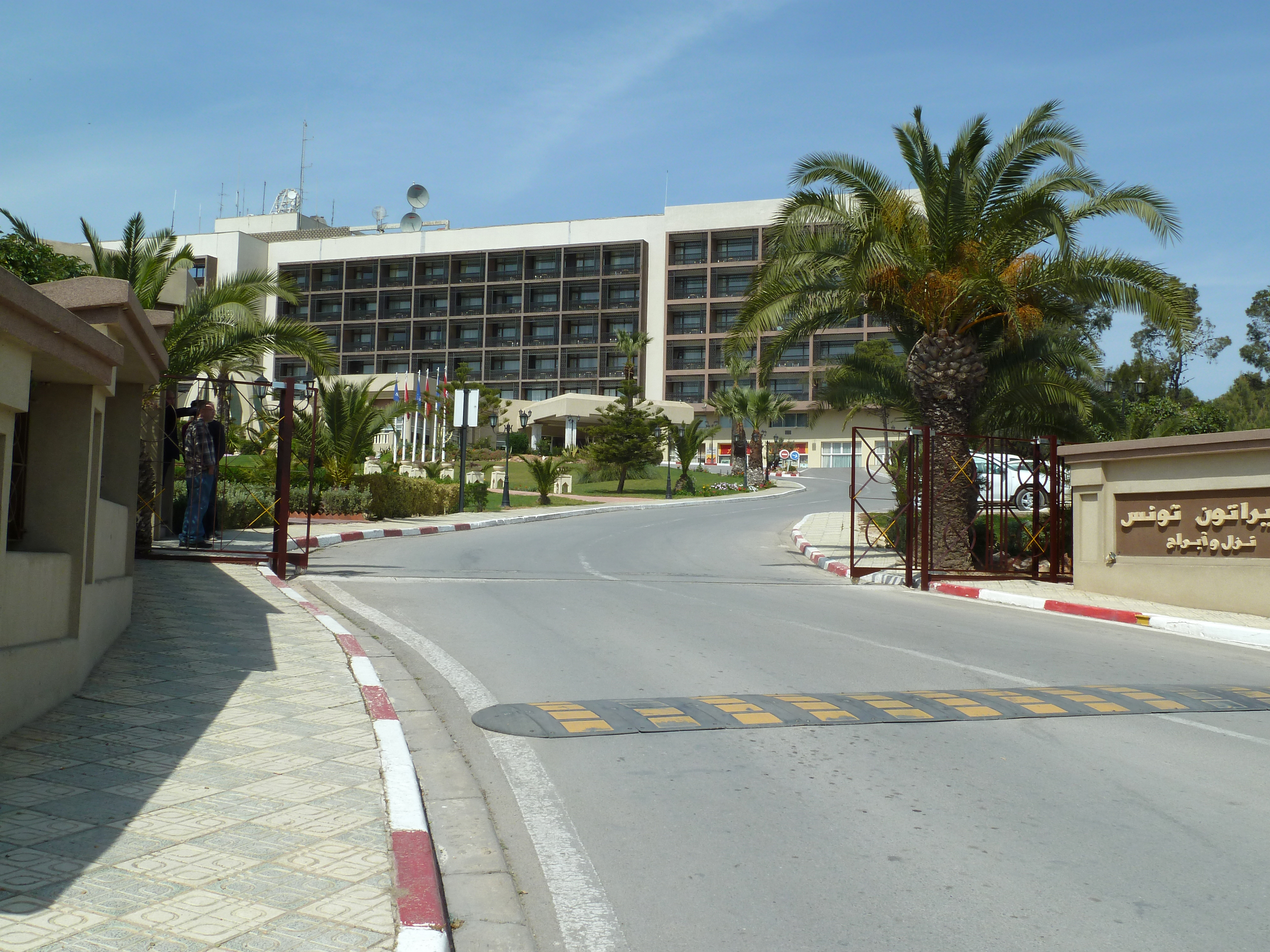
Sheraton Tunis Hotel & Towers, Tunisia
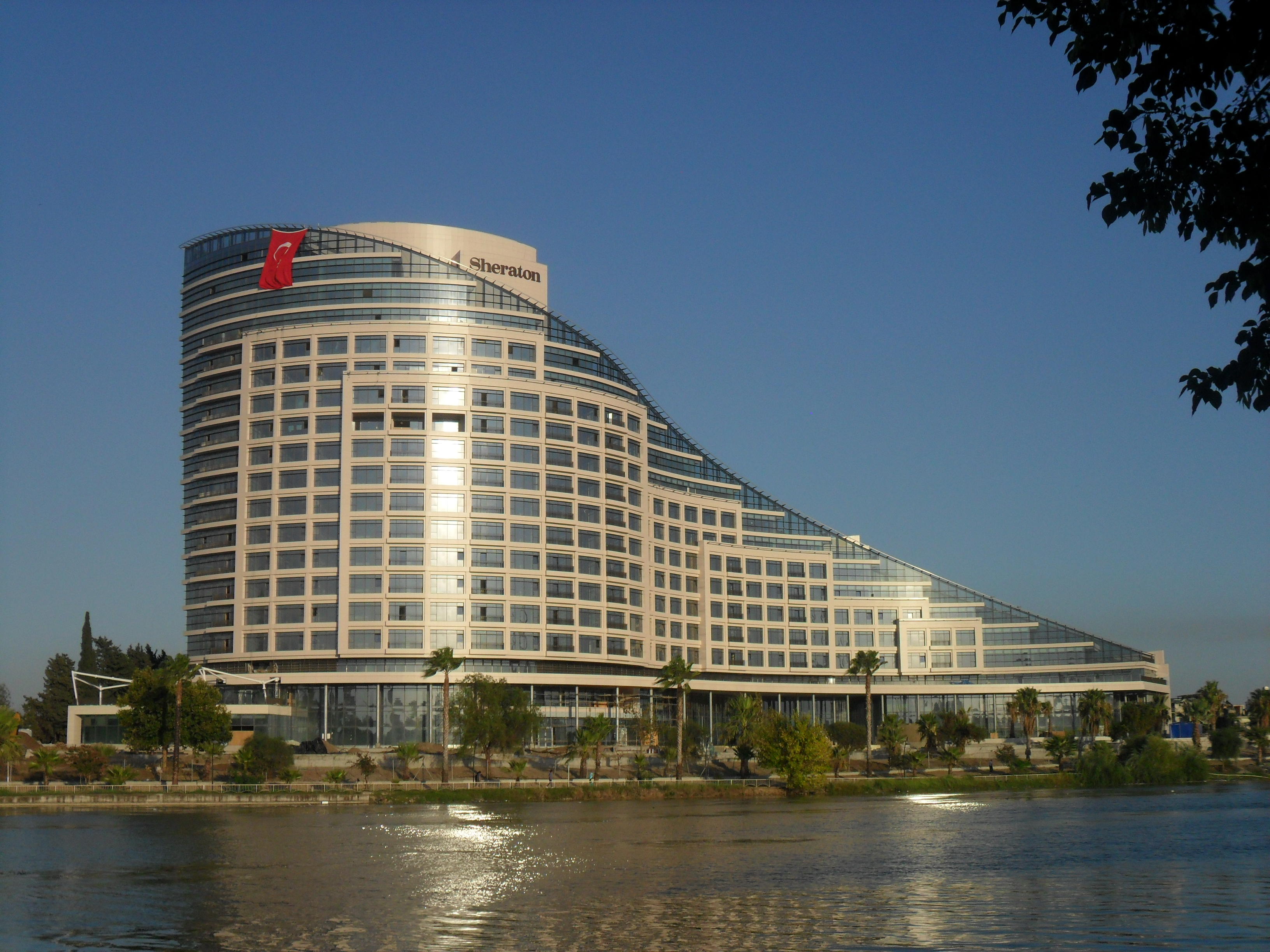
Sheraton Hotel Adana, Turchia
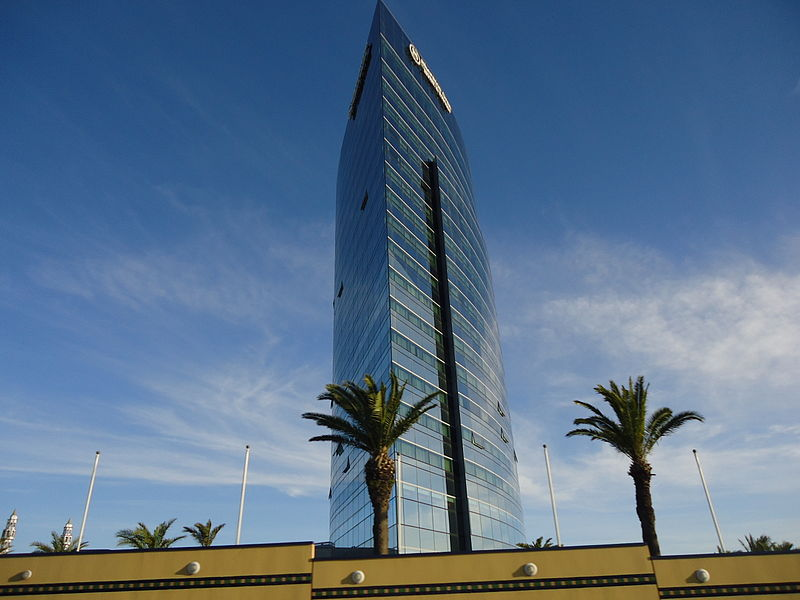
Sheraton Oran Hotel & Towers, Algeria
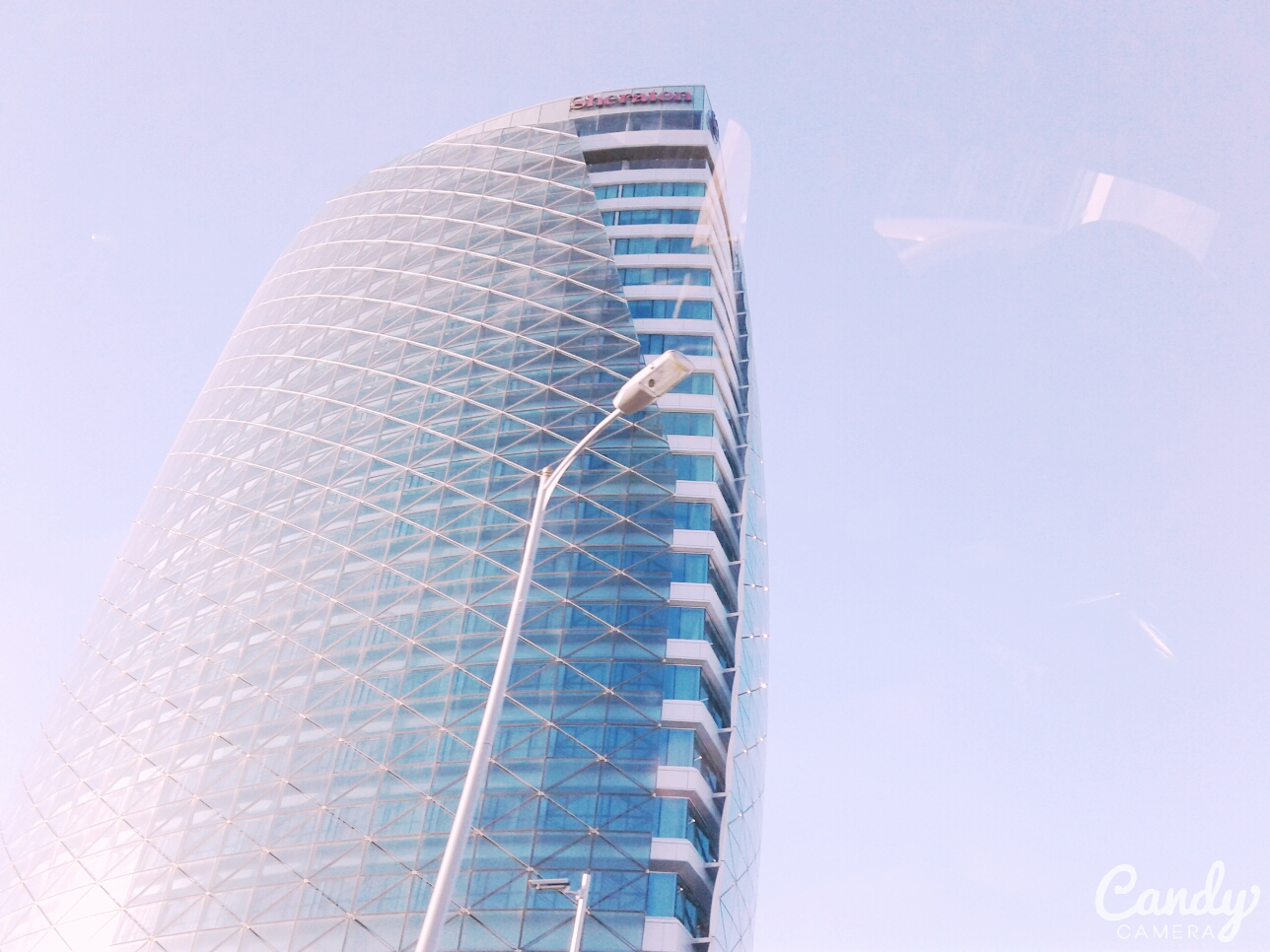
Annaba Sheraton Tower, Algeria
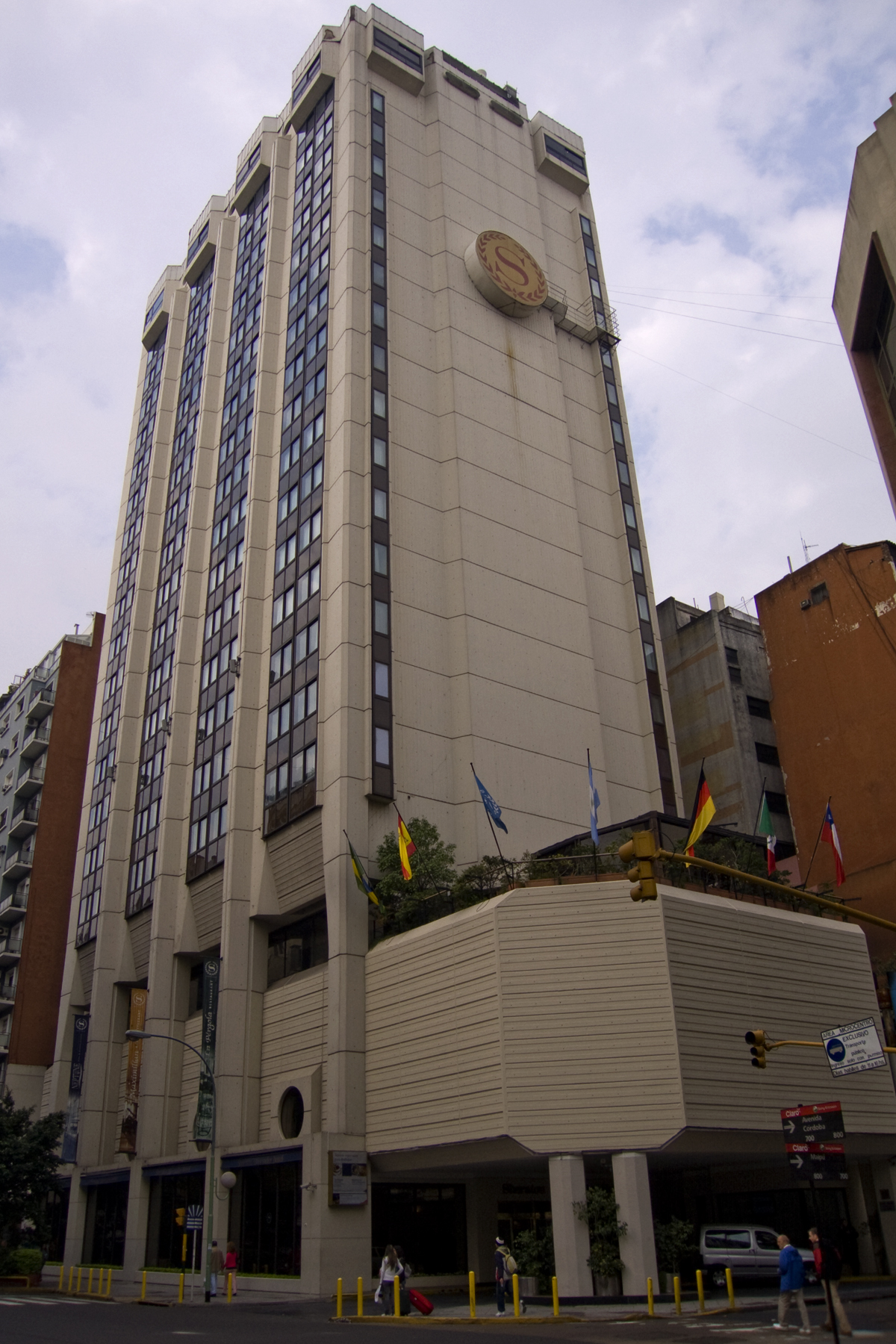
Sheraton Libertador Hotel Buenos Aires, Argentina
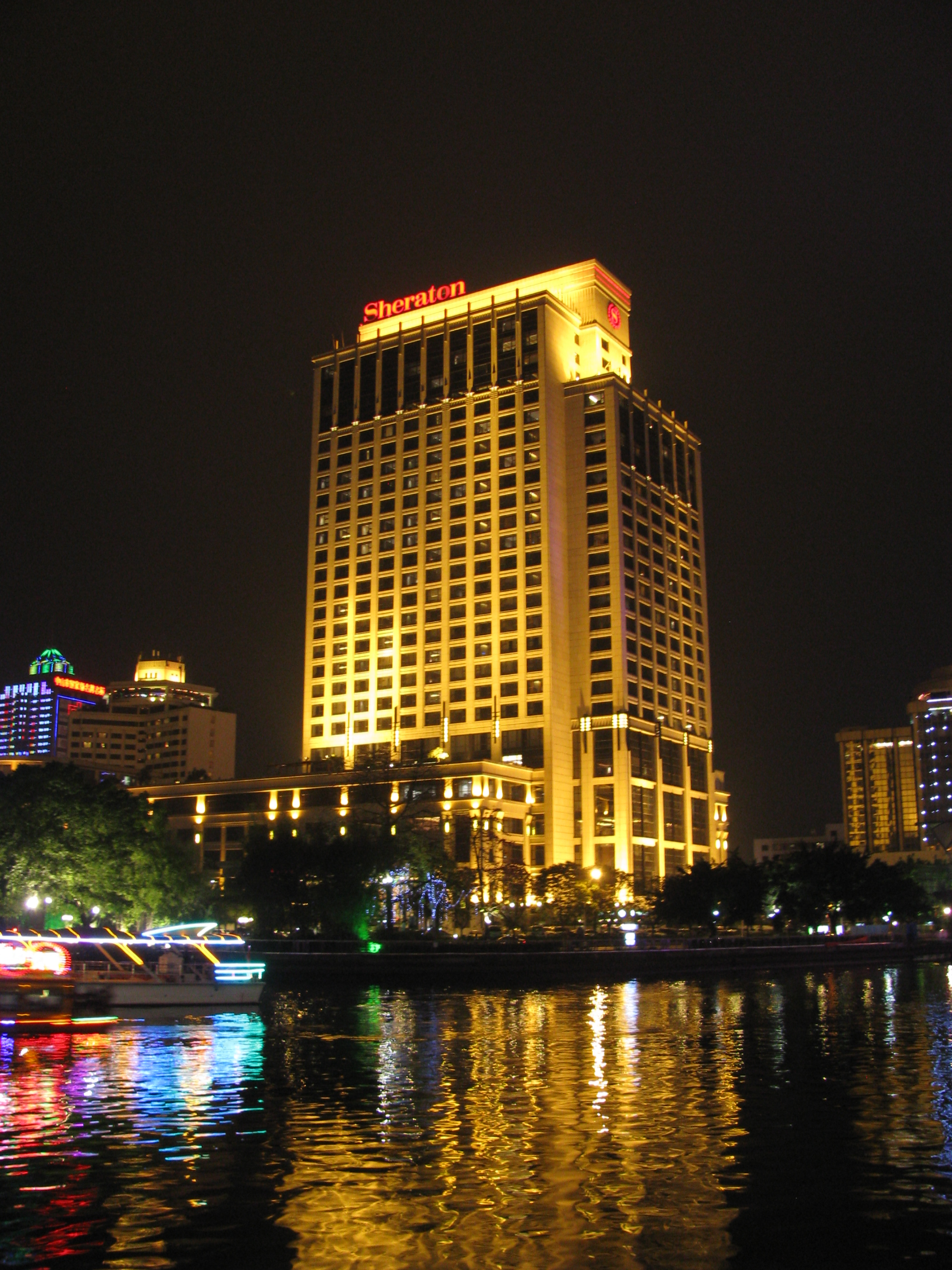
The Sheraton Zhongshan Hotel in Zhongshan, Guangdong, Cina
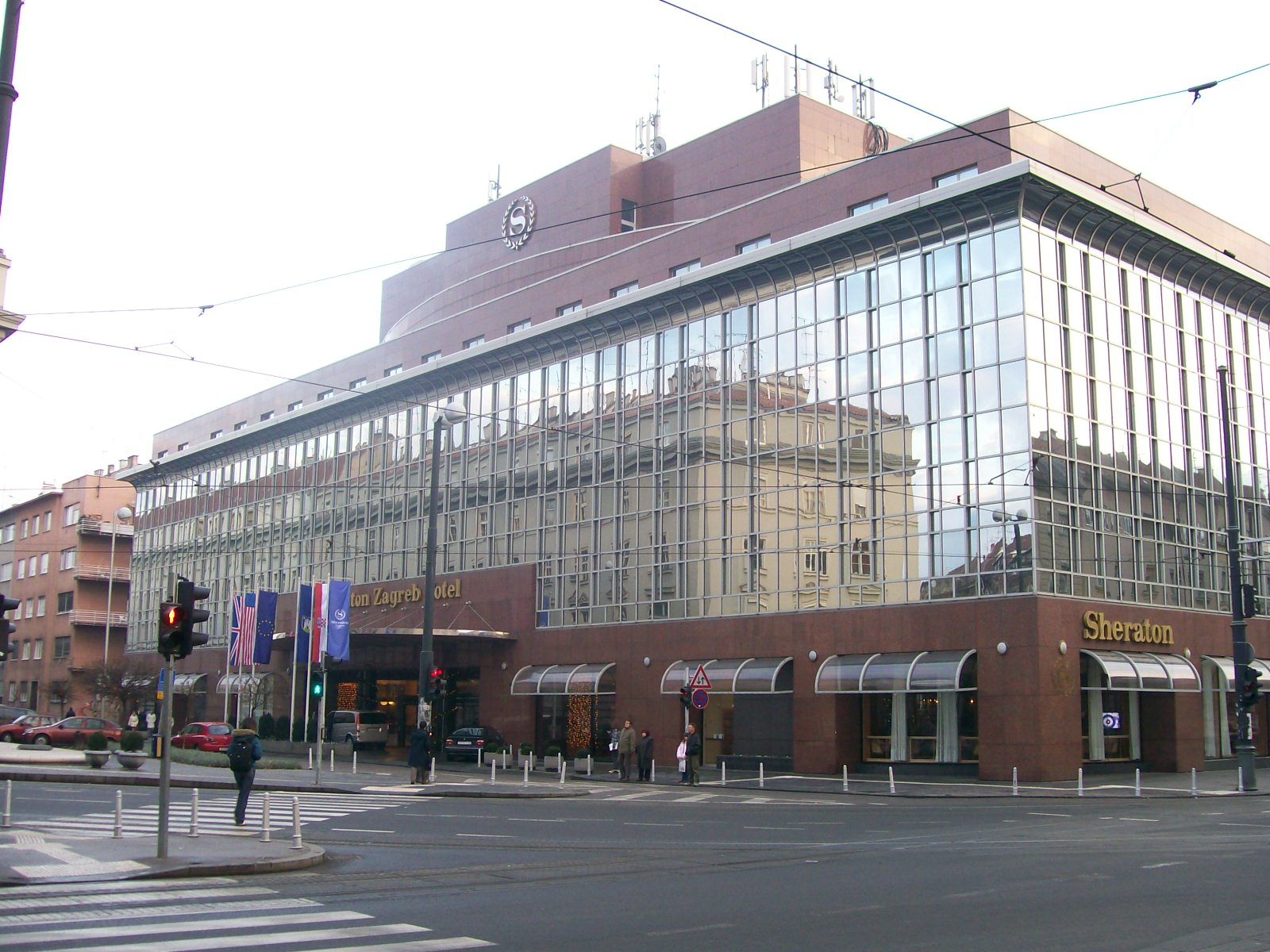
Sheraton Hotel Zagreb
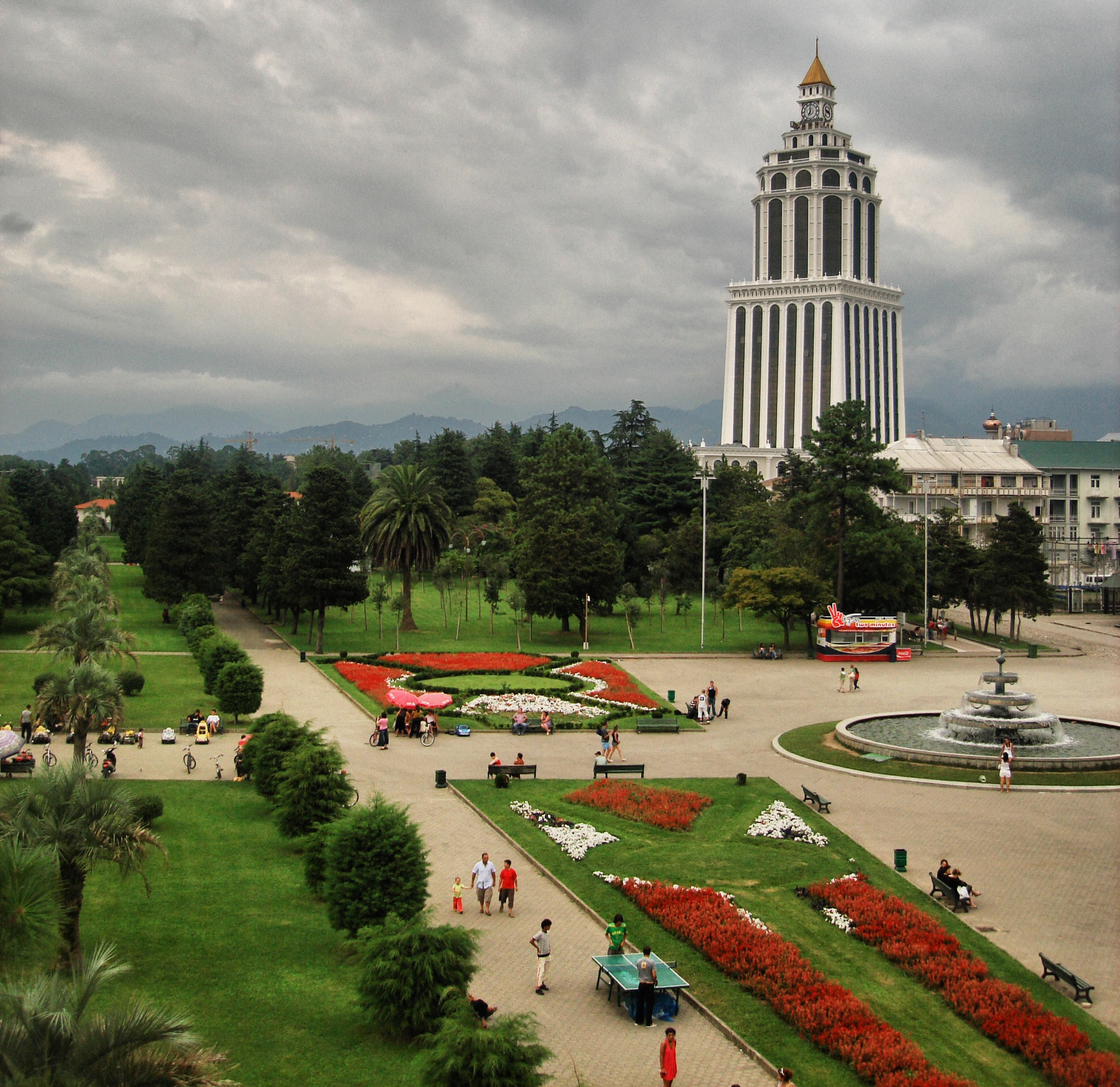
Sheraton Hotel e la piazza adiacente a Batumi, Georgia
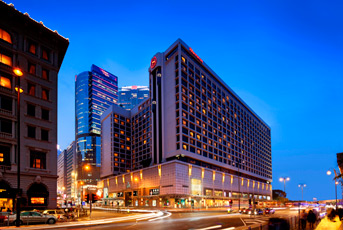
Sheraton Hong Kong Hotel and Towers
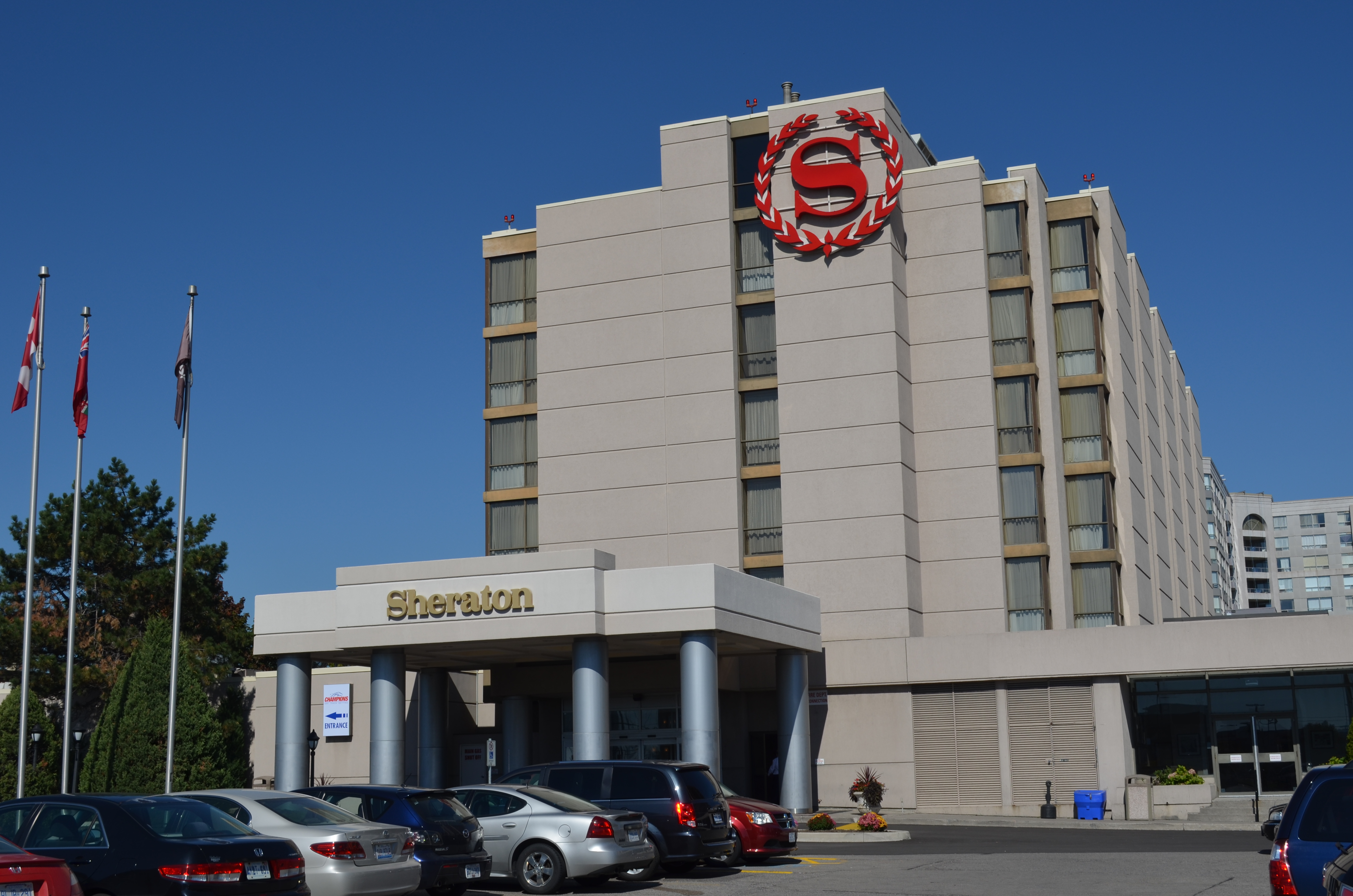
Sheraton Parkway Toronto, Canada
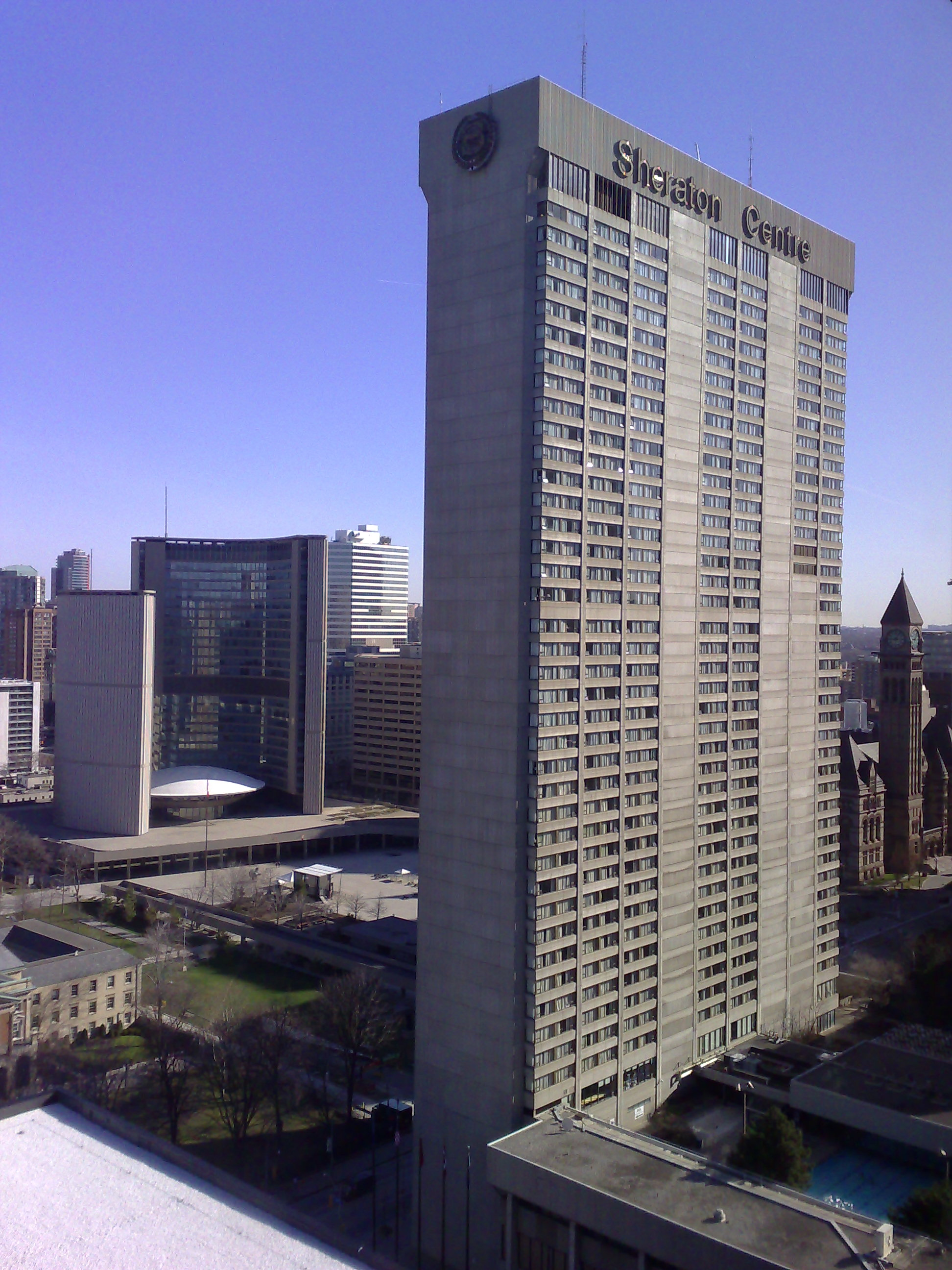
Sheraton Centre Toronto Hotel, Canada
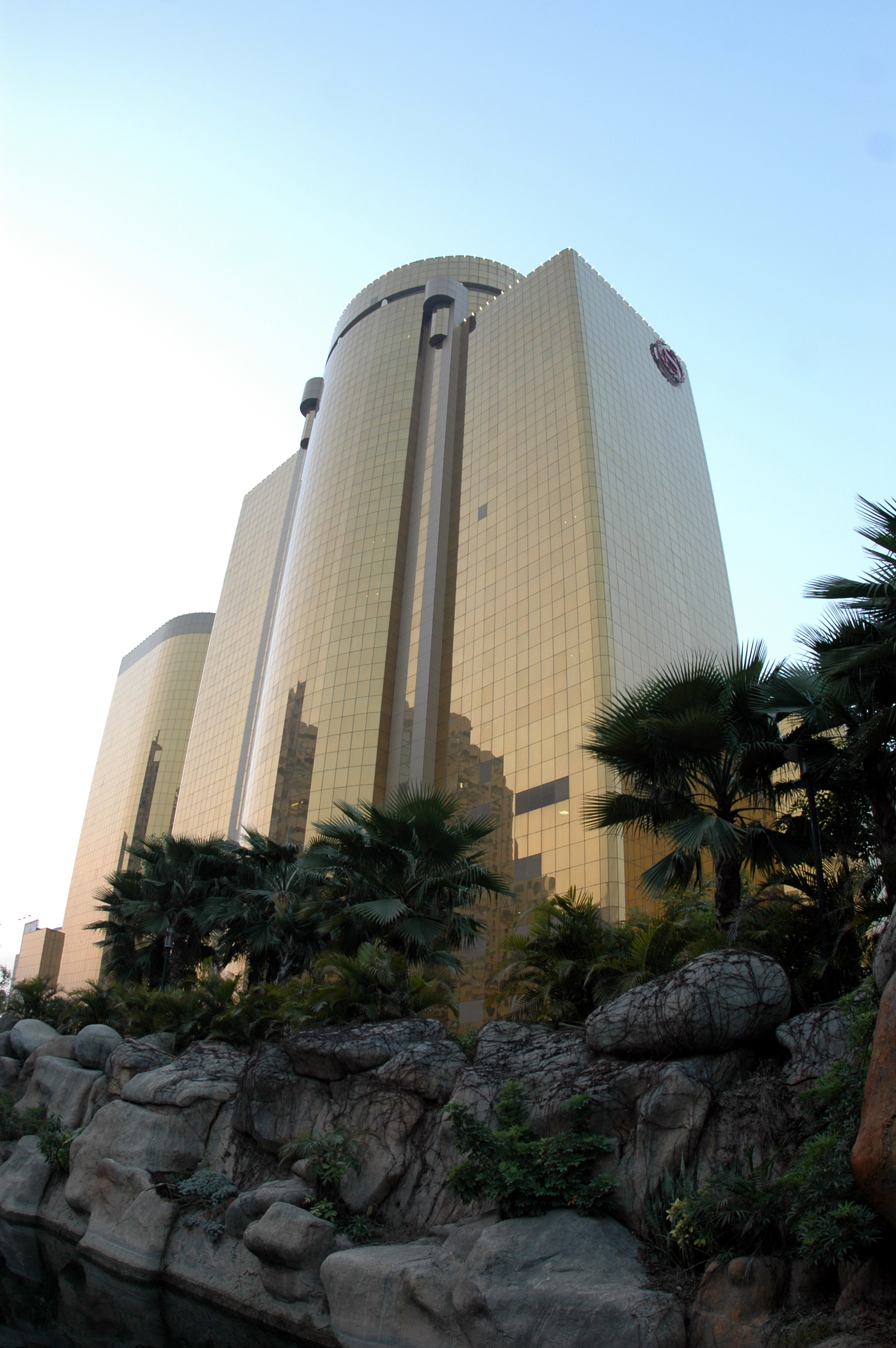
Sheraton Hotel Xiamen, Fujian, Cina